# عبدالسلام
محمد عبد السلام (زاده ۲۹ ژانویهٔ ۱۹۲۶ در پنجاب – درگذشته ۲۱ نوامبر ۱۹۹۶ در آکسفورد) فیزیک‌دان پرآوازه اهل پاکستان بود. وی در سال ۱۹۷۹ جایزه نوبل فیزیک را به خاطر ارائه فرمول‌بندی واحدی برای نیروی الکترومغناطیس و نیروی هسته‌ای ضعیف که برهمکنش الکتروضعیف نامیده می‌شود دریافت کرد. وی نخستین پاکستانی و دومین مسلمان پس از انور سادات بود که برنده جایزه نوبل شد.
از سال ۱۹۸۰ تا ۲۰۱۷ به دلیل پیشگیری از درگیری‌های مذهبی، همواره از بردن نام وی در عموم مردم جلوگیری شده‌است. زیرا به جای دستاوردهای بسیار او، همیشه باور مذهبی وی، معیار داوری دربارهٔ او بود. وبگاه نتفلیکس در سال ۲۰۱۸ مستندی با نام «عبدالسلام، نخستین برنده جایزه «نوبل» درباره او ساخت که اشاره به کنده شدن واژه «مسلمان» از سنگ قبر او دارد.
عبدالسلام، دیدگاه ضد استعماری داشت. او به چشم جهانیان اولین مسلمانی بود که برندهٔ جایزه نوبل فیزیک میشد ولی در کشور خودش، پاکستان، مسلمان به حساب نمی‌رفت.

## آغاز زندگی
عبدالسلام در خانواده‌ای از طبقه متوسط در جهنگ در پنجاب مرکزی در سال ۱۹۲۶ زاده شد. پدرش آموزگار بود می‌گفت تولد سلام نتیجه الهامی است که هنگام نماز جمعه از خداوند دریافت کرده است. برای همین عبدالسلام را از دیگر فرزندانش برتر می‌دانست. سلام از کارهای خانه مانند دوشیدن گاو یا تمیز کردن دستشویی معاف بود و برای همین، فرصت داشت مهارت کم‌نظیر خود در ریاضیات را پرورش بدهد. با این حال دوران کودکی او چندان مرفه نبود و به گفته خودش تا هنگام ورود به کالج دولتی لاهور، لامپ ندیده بود.

## تحصیل
عبدالسلام در کالج دولتی لاهور به یادگیری ریاضیات پرداخت. استعداد شگفت‌انگیز سلام در ریاضیات و فیزیک او را از همکلاسی های خود جدا کرد. پس از فارغ‌التحصیلی از دانشگاه پنجاب، برنده یک بورس تحصیلی برای دکترا شد و به دانشگاه کمبریج در بریتانیا رفت. در آن هنگام، سلام از انگشت‌شمار افرادی بود که از آسیای جنوبی در کالج سنت جان حضور داشتند. عشق به زادگاه باعث شد به محض پایان دوره دکترا در سال ۱۹۵۱ (میلادی) به لاهور برگردد و به عنوان استاد ریاضیات مشغول به کار شود.

## پژوهش
پژوهش‌های عبدالسلام در تعریف نظریه فیزیک ذرات بسیار مهم هستند و به نوعی مقدمه کشف بوزون هیگز بودند. او کسی بود که نظریه نوترینو را گسترش داد.

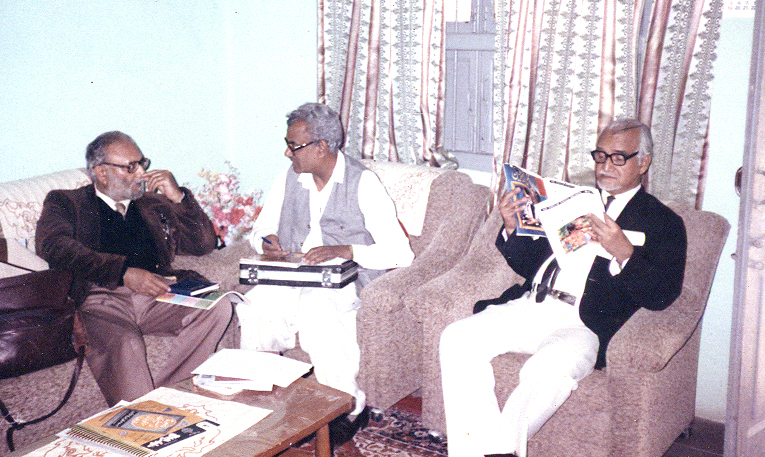
با قسیم محمود در سال ۱۹۸۶

## پاکستان
در سال ۱۹۵۳ (میلادی) پس از آنکه گروه‌هایی در شهر لاهور علیه مردم احمدیه شوریدند و شمار زیادی از پیروان آن کشته شدند سلام تصمیم به ترک پاکستان گرفت. او در آغاز به دانشگاه کمبریج برگشت. اما چند سال بعد به امپریال کالج لندن رفت و به راه‌اندازی دانشکده فیزیک نظری در این دانشگاه کمک کرد. با این وجود، هیچگاه پاکستان را رها نکرد و همچنان در مهمترین طرح‌های علمی آن کشور همکاری می‌کرد.
عبدالسلام درسال ۱۹۶۱ (میلادی) برنامه فضایی پاکستان را راه انداخت و در اوایل دهه ۱۹۷۰ همکار برنامه جنجالی پاکستان برای ساخت جنگ‌افزار هسته‌ای بود. اما پس از آنکه ذوالفقار علی بوتو، نخست‌وزیر آن هنگام پاکستان، قانونی در مجلس پاکستان علیه مسلمانان احمدی تصویب کرد که احمدیه را فرقه ای نامسلمان و کافر می‌شناخت، از ارتباط خود با دولت پاکستان کاست و به مخالفان سرسخت جنگ‌افزارهای هسته‌ای پیوست.

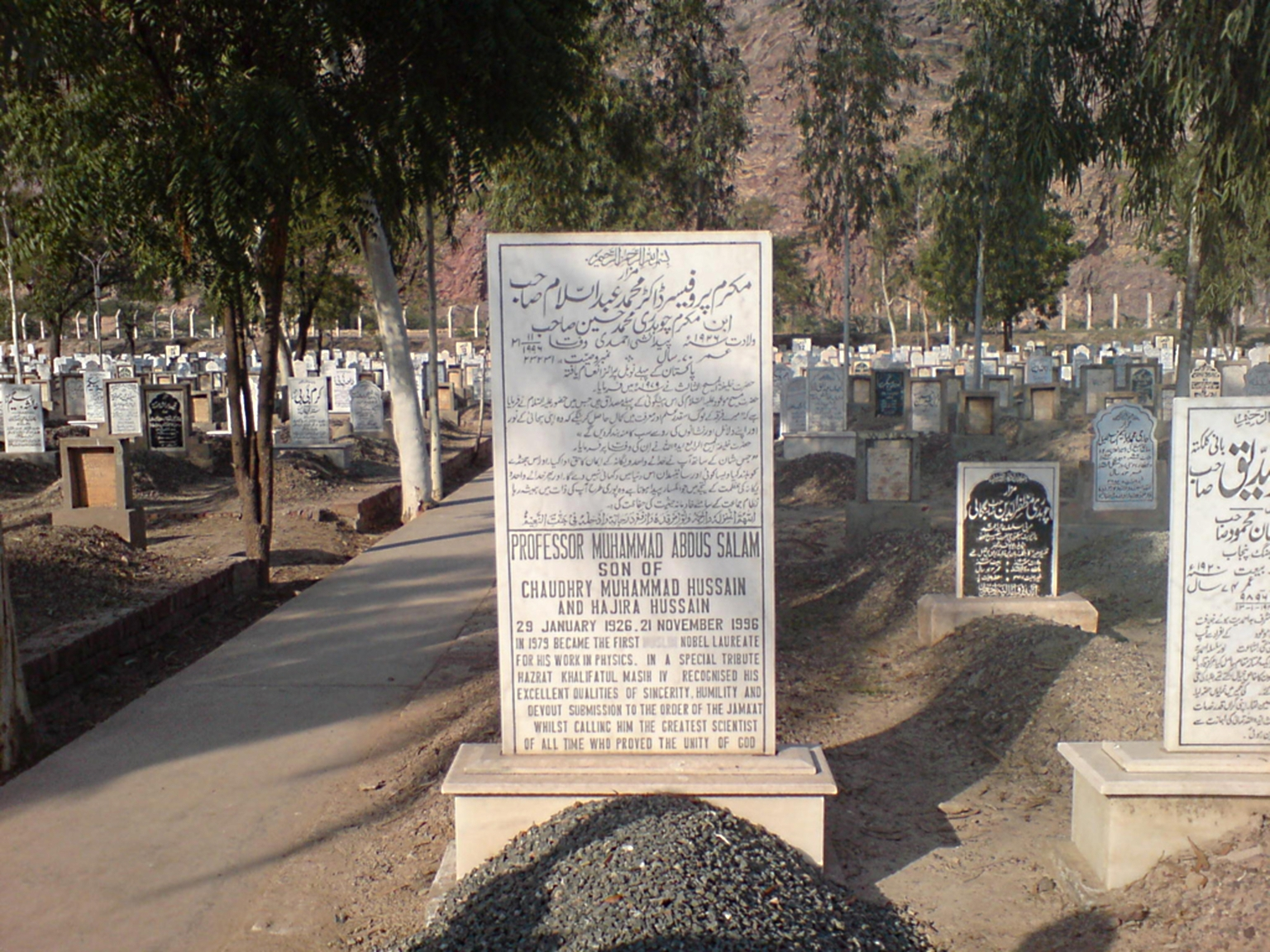
روی سنگ مزار سلام در شهر ربوه پاکستان نوشته بود «نخستین مسلمان برنده جایزه نوبل»، اما مقامات پاکستانی واژه «مسلمان» را از روی سنگ قبر او پاک کردند.
سلام با وجود همه آزار و اذیت‌ها همواره به کشور و مردم پاکستان وفادار ماند و با وجود پیشنهاد تابعیت انگلیس و ایتالیا، تا پایان عمر شهروند پاکستان باقی ماند.

## مذهب
عبدالسلام پیرو مذهب احمدیه بود. احمدیه یک مذهب اسلامی است که ریشه در تعلیمات و زندگی میرزا غلام احمد، بنیان‌گذار فرقه دارد که ادعای مهدویت و مسیح موعود و منجی‌گری می‌کرد. این مذهب، محمد را خاتم النبیین می‌داند و نه آخر النبیین و میرزا غلام احمد را یک پیامبر می‌داند.
سلام در دفتر کارش در لندن مدام قرآن گوش می‌کرد. او دین را مانعی برای علم نمی‌دید. و باور داشت این دو، مکمل هم هستند. سلام به بعضی همکارانش می‌گفت بسیاری از ایده‌هایش را خدا در ذهنش گذاشته است. او می‌خواست به یک نظریه واحد برسد که کل فیزیک ذرات را توضیح بدهد. چنین نظریه‌ای با عقاید مذهبی او همسو بود.

## فعالیت‌ها
عبدالسلام بین سال‌های ۱۹۶۰ تا ۱۹۷۴ به عنوان مشاور امور علمی رئیس‌جمهور پاکستان و پایه‌گذاری برنامه‌های فضایی و هسته‌ای این کشور بود.
عبدالسلام در سال ۱۹۷۴ در اعتراض به تصویب اصلاح قانون اساسی که احمدیه را غیر مسلمان اعلام می‌کرد کشور را ترک و به تریسته در ایتالیا مهاجرت کرد؛ ولی پیوندهای خود با جامعه علمی پاکستان را قطع نکرد.
عبدالسلام مؤسس مرکز بین‌المللی فیزیک نظری (ICTP) در تریسته ایتالیا بود و بین سال‌های ۱۹۶۴ تا ۱۹۹۳ هدایت این مرکز را بر عهده داشت. پس از این مدت نام مرکز به «مرکز بین‌المللی فیزیک نظری عبدالسلام» تغییر داده شد.

## در ایران
عبدالسلام در سال ۱۳۶۷ به ایران سفر نمود و به عنوان مهمان ویژه در مراسم افتتاح اولین دوره دکترای رشته فیزیک در دانشگاه صنعتی شریف شرکت نمود. هم اکنون کتابخانه دانشکده فیزیک دانشگاه صنعتی شریف به نام او نامگذاری شده‌است.

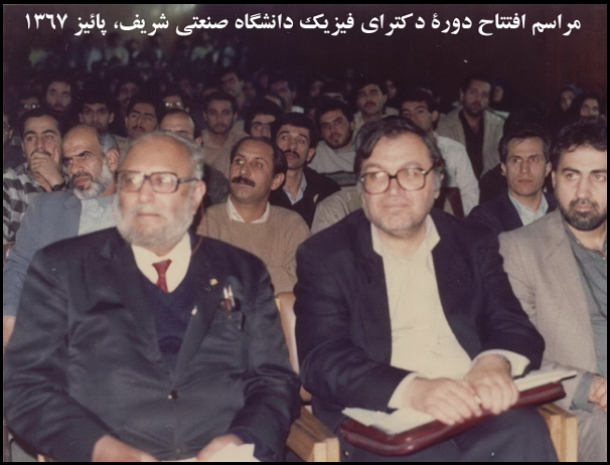
عبدالسلام در ایران

## محل کار
- کمیسیون انرژی اتمی پاکستان
- کمیسیون پژوهش لایه‌های بالایی جو و فضا
- انستیتو فناوری و دانش هسته‌ای پاکستان
- دانشگاه پنجاب
- کالج سلطنتی لندن
- دانشگاه کالج دولتی
- دانشگاه کمبریج
- مرکز بین‌المللی فیزیک نظری
- کمیسیون فناوری و دانش برای توسعه پایدار در جنوب
- آکادمی جهانی علوم
- انستیتو عبدالسلام بوشه